# Kreis Altenburg
Der Kreis Altenburg war ein Landkreis im Bezirk Leipzig der DDR. Von 1990 bis 1994 bestand er als Landkreis Altenburg im Land Thüringen fort. Sein Gebiet liegt heute im Landkreis Altenburger Land in Thüringen. Der Sitz der Kreisverwaltung befand sich in Altenburg.

## Geographie

### Lage
Am südlichen Rand der Leipziger Tieflandsbucht gelegen, erstreckt sich der Landkreis Altenburg zwischen den Bezirken Halle (Kreis Zeitz) im Nordwesten und Karl-Marx-Stadt (Kreis Glauchau) im Südosten. Die Kreisstadt Altenburg war von den vier Großstädten Leipzig, Karl-Marx-Stadt, Zwickau und Gera etwa gleich weit entfernt.

### Nachbarkreise
Der Kreis Altenburg grenzte im Uhrzeigersinn im Norden beginnend an die Kreise Borna, Geithain, Rochlitz, Glauchau, Schmölln und Zeitz.

### Naturraum
Das ehemalige Kreisgebiet liegt im Sächsischen Hügelland. Nur der nördliche Teil gehört zur Leipziger Tieflandsbucht, die im Tal der Pleiße fast bis Altenburg nach Süden heranreicht. Dementsprechend senkt sich das Land von durchschnittlich 260 m im Süden bis auf etwa 160 m im Norden. Westlich der Pleiße und im Gebiet um Altenburg ist fruchtbarer Lößlehm anzutreffen. Hier hatten sich kleine Flusstäler 25 bis 50 m tief eingeschnitten, die alle auf die Pleiße ausgerichtet sind. Östlich der Pleiße dehnt sich auf ebenen sandigen Schmelzwasserablagerungen der Eiszeit der Mischwald des Forstes Leina aus. Auf gleichen Standorten befinden sich im Norden die Wälder des Forstes Lehma und Wilchwitz. In den breiten Niederungen der Pleiße liegt das Naturschutzgebiet Haselbacher Teiche zwischen Altenburg und Borna. Nördlich von Altenburg wurde als Hochwasserschutz der Pleiße-Stausee Windischleuba angelegt, der zum Naherholungsgebiet ausgebaut wurde.

## Geschichte
Nachdem am 1. Mai 1920 der Freistaat Thüringen gegründet worden war, wurde am 1. Oktober 1922 auch eine neue Verwaltungsstruktur aufgebaut. So wurde der Landkreis Altenburg gebildet. Der Stadtkreis Altenburg wurde am 1. Juli 1950 in den Landkreis Altenburg eingegliedert. Der Landkreis Altenburg umfasste zu Jahresbeginn 1945 noch 174 Gemeinden. Am 1. Juli 1950 wurden 87 Gemeinden eingemeindet. Die Gemeinde Mumsdorf als Exklave wurde am 1. Juli 1950 an den Kreis Zeitz abgetreten.
Durch das Gesetz über die weitere Demokratisierung des Aufbaus und der Arbeitsweise der staatlichen Organe in den Länder in der Deutschen Demokratischen Republik vom 23. Juli 1952 kam es in den fünf Ländern der DDR zu einer umfangreichen Kreisreform. So wurden am 25. Juli 1952 die Länder aufgelöst und 14 Bezirke eingerichtet. Hierbei wurden die alten Kreise aufgelöst oder in kleinere Kreise gegliedert, wobei es auch über die Grenzen der fünf Länder hinweg zu Gebietsänderungen kam. Der Kreis Altenburg wurde verkleinert durch Abspaltung des Kreises Schmölln und beide Kreise wurden dem Bezirk Leipzig zugeordnet. Altenburg blieb Kreissitz.
Die folgenden 31 Gemeinden wurden an den Kreis Schmölln abgegeben:
Altkirchen, Bornshain, Dobitschen, Dobra, Drogen, Göldschen, Göllnitz, Gößnitz (Stadt), Großmecka, Großstöbnitz, Köthel, Lumpzig, Mehna, Pfarrsdorf, Podelwitz, Ponitz, Prehna, Röthenitz, Schloßig, Schmölln (Stadt), Selka, Taupadel, Thonhausen, Trebula, Untschen, Weißbach, Wildenbörten, Zehma, Zschöpperitz, Zumroda und Zürchau.
Im Kreis Altenburg verblieben die folgenden 55 Gemeinden:
Altenburg (Stadt), Altpoderschau, Bocka, Burkersdorf b. Lehndorf, Ehrenberg, Ehrenhain, Engertsdorf, Flemmingen, Fockendorf, Frohnsdorf, Gerstenberg, Göhren, Göpfersdorf, Großröda, Haselbach, Klausa, Kosma, Kotteritz, Kraasa, Kriebitzsch, Langenleuba-Niederhain, Lehma, Lehndorf, Lödla, Lohma-Zschernichen, Lucka (Stadt), Meuselwitz (Stadt), Mockern, Mockzig, Molbitz, Monstab, Naundorf, Neuenmörbitz, Neupoderschau, Niederwiera, Nobitz, Oberarnsdorf, Oberleupten, Paditz, Posa, Prößdorf, Rositz, Serbitz, Starkenberg, Steinbach, Tegkwitz, Thräna, Treben, Waltersdorf, Wilchwitz, Windischleuba, Wintersdorf, Wolperndorf, Zechau und Zetzscha.
Die Gemeinden Gähsnitz und Ziegelheim (mit den Ortsteilen Uhlmannsdorf und Niederarnsdorf) aus dem Landkreis Glauchau kamen außerdem hinzu, so dass der neue Kreis Altenburg nun 57 Gemeinden umfasste.
Durch Umgliederungen über Kreisgrenzen und Gemeindegebietsveränderungen sank die Zahl der Gemeinden von anfänglich 57 bis auf 28 zur Thüringer Kreisreform 1994:
- 4. Dezember 1952 Umgliederung von Falkenhain, Mumsdorf und Zipsendorf (mit dem Ortsteil Brossen) aus dem Kreis Zeitz in den Kreis Altenburg
- 4. Dezember 1952 Umgliederung von Steinbach aus dem Kreis Altenburg in den Kreis Geithain
- 4. Dezember 1952 Umgliederung von Thräna aus dem Kreis Altenburg in den Kreis Borna
- 1. Januar 1957 Umgliederung von Ruppersdorf mit dem OT Bosengröba aus dem Kreis Borna in den Kreis Altenburg
- 1. Januar 1957 Eingliederung von Ruppersdorf in Wintersdorf
- 1. Januar 1957 Umgliederung von Köthel aus dem Kreis Altenburg in den Kreis Glauchau
- 1. Januar 1957 Umgliederung von Niederwiera mit dem OT Röhrsdorf aus dem Kreis Altenburg in den Kreis Glauchau
- 1. Januar 1957 Zusammenschluss von Altpoderschau und Neupoderschau zu Poderschau (1973 wieder aufgelöst)
- 1. Januar 1957 Umgliederung von Naundorf aus dem Kreis Schmölln in den Kreis Altenburg
- 1. Januar 1957 Eingliederung von Kraasa in Naundorf
- 1. Januar 1957 Eingliederung von Gähsnitz in Ziegelheim
- 1. Januar 1960 Eingliederung von Kotteritz in Nobitz
- 1. August 1963 Eingliederung von Oberarnsdorf in Ehrenhain
- 1. Mai 1965 Eingliederung von Serbitz in Treben
- 1. Juni 1965 Eingliederung von Mockzig in Ehrenberg
- 1. Juni 1965 Eingliederung von Neuenmörbitz in Langenleuba-Niederhain
- 15. Juni 1965 Umgliederung von Beiern aus der Gemeinde Flemmingen in Langenleuba-Niederhain
- 1. Januar 1973 Eingliederung von Lohma-Zschernichen in Langenleuba-Niederhain
- 1. Januar 1973 Eingliederung von Burkersdorf b. Lehndorf in Lehndorf
- 1. Januar 1973 Eingliederung von Klausa und Oberleupten in Nobitz
- 1. Januar 1973 Eingliederung von Molbitz in Rositz
- 1. Januar 1973 Eingliederung von Bocka in Windischleuba
- 1. Januar 1973 Eingliederung von Waltersdorf in Wintersdorf
- 1. Januar 1973 Eingliederung von Engertsdorf in Ziegelheim
- 1. Januar 1973 Auflösung der Gemeinde Poderschau in die beiden OT Altpoderschau und Neupoderschau
- 1. Januar 1973 Umgliederung von Neupoderschau in die Stadt Meuselwitz
- 1. Januar 1973 Umgliederung von Altpoderschau in Kriebitzsch
- 1. Januar 1973 Zusammenschluss von Flemmingen und Wolperndorf zu Jückelberg.

Jückelberg war seit 1. Juli 1950 ein Ortsteil von Wolperndorf, im Zuge der Verschmelzung mit Flemmingen ist Jückelberg zum Hauptort der Gemeinde geworden.
- 7. September 1973 Eingliederung von Paditz in Ehrenberg
- 1. Januar 1974 Eingliederung von Posa in Starkenberg
- 1. August 1977 Eingliederung von Zechau in Kriebitzsch
- 6. Mai 1993 Eingliederung von Wilchwitz in Nobitz
- 14. Juli 1993 Eingliederung von Ehrenberg in die Stadt Altenburg
- 16. Oktober 1993 Eingliederung von Mumsdorf in die Stadt Meuselwitz
- 11. Februar 1994 Eingliederung von Zetzscha in die Stadt Altenburg
- 8. März 1994 Eingliederung von Prößdorf in die Stadt Lucka
- 8. März 1994 Eingliederung von Falkenhain in die Stadt Meuselwitz
- 8. März 1994 Eingliederung von Ehrenhain in Nobitz

Am 17. Mai 1990 wurde der Kreis in Landkreis Altenburg umbenannt. Bei der Bürgerbefragung zur Wiedereinführung der Länder sprachen sich 53,81 % für die Zugehörigkeit zu Sachsen aus, der Kreistag votierte jedoch in geheimer Abstimmung mit 38 zu 25 für Thüringen, ein Eklat. Auch Bemühungen seitens der Volkskammerabgeordneten für den Kreis, Sabine Fache (SED/PDS), konnten zu keiner Durchsetzung des Bürgervotums führen. Begründet wurde das Votum des Kreistages mit der seit jeher bestehenden Zusammengehörigkeit mit dem Nachbarkreis Schmölln, in dem sich eine eindeutigere Mehrheit von 80 % für Thüringen aussprach. Zur Wiedervereinigung wurde der Kreis durch das Ländereinführungsgesetz demzufolge dem wiedergegründeten Land Thüringen zugesprochen. Bei der Thüringer Kreisreform bildete er am 1. Juli 1994 mit dem Landkreis Schmölln den Landkreis Altenburger Land.

## Politik

### Landrat
Einziger Landrat war Christian Gumprecht (CDU) von 1990 bis 1994 und dann bis 2000 im Landkreis Altenburger Land.

## Kultur und Sehenswürdigkeiten
- Altenburger Innenstadt mit diversen Sehenswürdigkeiten (z. B. Rathaus und Rote Spitzen)
- Residenzschloss Altenburg mit Spielkartenmuseum
- Lindenaumuseum Altenburg
- Naturkundliches Museum Altenburg
- Flächennaturdenkmal Paditzer Schanzen bei Paditz/Stünzhain
- Schloss Ehrenberg
- Renaissanceherrenhaus Oberzetzscha
- Leninpark mit Orangerie Meuselwitz
- Wasserschloss Windischleuba
- Markt mit Wettinerbrunnen und Pankratiuskirche Lucka
- Barockschloss Treben
- Viadukte der Bahnstrecke Altenburg–Langenleuba-Oberhain
- Wallfahrtskirche mit Kreutzbachorgel und Pfarrhof Ziegelheim

## Wirtschaft
Rund ein Drittel des Kreisgebietes waren Ackerland von hoher bis mittlerer Bodengüte, auf dem Getreide und Futterpflanzen angebaut wurden. Ferner wurde im Kreis Rinderzucht betrieben. Nördlich von Altenburg im Pleißetal war der Obst- und Gemüseanbau verbreitet. Nur etwa 10 % des Kreisgebietes wurden forstwirtschaftlich genutzt. Weitere 10 % kamen auf Abbauflächen der Braunkohlentagebaue bei Meuselwitz, Rositz und Haselbach. In Meuselwitz steht die Wiege des mitteldeutschen Braunkohlentagebaus, denn bereits 1671 wurde hier nach Braunkohle für den Hausbrand gegraben. Das Erdölverarbeitungswerk Rositz war der größte Paraffinproduzent der DDR. In Altenburg war Textilindustrie, Zigarren- und Spielkartenherstellung und Nähmaschinenproduktion angesiedelt, außerdem wurden Bier und Likör produziert. Ein weiteres Industriezentrum war die Stadt Meuselwitz (Maschinen-, Porzellan- und Textilindustrie).

### Wichtige Industriebetriebe
- VEB Nähmaschinenwerke Altenburg
- VEB Waggonbau Altenburg
- VEB Werkzeugfabrik Altenburg
- VEB Armaturenwerke Altenburg
- AREWA VEB Autoreparaturwerk Altenburg
- VEB Altenburger Wollspinnerei Kotteritz
- VEB Modehaus Altenburg
- VEB Hut- und Steppdeckenfabrik Altenburg
- VEB „Bella“ Schuhfabrik Altenburg
- VEB Druckhaus Maxim Gorki Altenburg
- VEB Altenburger Spielkartenfabrik
- VEB Getränkekombinat Leipzig, Betriebsteil Altenburger Brauerei
- VEB Altenburger Likörfabrik
- VEB Altenburger Senf
- VEB Energiekombinat Leipzig, Betriebsteil Altenburg
- VEB Hochfrequenz Werkstätten Meuselwitz
- VEB Armaturenguß Meuselwitz
- VEB Maschinenfabrik John Schehr Meuselwitz
- VEB Lederhandschuhfabrik Lucka
- VEB Vereinigte Wellpappenbetriebe Leipzig, Betriebsteil Lucka
- VEB Glasveredelung Lucka
- VEB Hartgußwerk Lucka
- VEB Erdölverarbeitungskombinat Otto Grotewohl Böhlen, Teerverarbeitungswerk Rositz
- VEB Zuckerfabrik Delitzsch, Betriebsteil Rositz
- VEB Braunkohlenkombinat Regis, Betrieb Phönix/Rositz
- Verkehrskombinat Leipzig, VEB Karosserie-Instandsetzung Frankenhain, Werk Ehrenhain
- VEB Glaswerk Haselbach
- VEB Flachglaskombinat Torgau, Betriebsteil Maltitz

### Verkehr
Die Stadt Altenburg liegt im Schnittpunkt von drei Fernverkehrsstraßen (F 7, F 93, F 180) und drei Eisenbahnlinien: die Hauptstrecke Leipzig–Gutenfürst sowie die Nebenstrecken Zeitz–Altenburg und Altenburg–Narsdorf.

## Bevölkerungsdaten der Städte und Gemeinden
Bevölkerungsübersicht aller 35 Gemeinden des Kreises, die 1990 in das wiedergegründete Land Thüringen kamen.
| TGS    | AGS      | Gemeinde               | Einwohner  | Einwohner  | Fläche (ha) |
| TGS    | AGS      | Gemeinde               | 03.10.1990 | 31.12.1990 | 31.12.1990  |
| 130101 | 16011010 | Altenburg, Stadt       | 49.463     | 48.926     | 1.975       |
| 130104 | 16011040 | Ehrenberg              | 1.169      | 1.160      | 1.410       |
| 130105 | 16011050 | Ehrenhain              | 1.287      | 1.281      | 851         |
| 130107 | 16011070 | Falkenhain             | 596        | 588        | 463         |
| 130109 | 16011090 | Fockendorf             | 955        | 953        | 883         |
| 130110 | 16011100 | Frohnsdorf             | 360        | 350        | 437         |
| 130111 | 16011110 | Gerstenberg            | 601        | 606        | 313         |
| 130112 | 16011120 | Göhren                 | 543        | 550        | 859         |
| 130113 | 16011130 | Göpfersdorf            | 223        | 223        | 592         |
| 130114 | 16011140 | Großröda               | 333        | 333        | 267         |
| 130115 | 16011150 | Haselbach              | 1.151      | 1.144      | 274         |
| 130117 | 16011170 | Kosma                  | 387        | 380        | 634         |
| 130118 | 16011180 | Kriebitzsch            | 1.638      | 1.632      | 1.330       |
| 130119 | 16011190 | Langenleuba-Niederhain | 2.350      | 2.324      | 3.969       |
| 130120 | 16011200 | Lehma                  | 430        | 425        | 1.595       |
| 130121 | 16011210 | Lehndorf               | 1.039      | 1.021      | 941         |
| 130122 | 16011220 | Lödla                  | 705        | 700        | 430         |
| 130124 | 16011240 | Lucka, Stadt           | 6.082      | 6.060      | 1.015       |
| 130125 | 16011250 | Meuselwitz, Stadt      | 10.343     | 10.301     | 1.838       |
| 130126 | 16011260 | Mockern                | 578        | 574        | 422         |
| 130128 | 16011280 | Monstab                | 533        | 528        | 566         |
| 130129 | 16011290 | Mumsdorf               | 861        | 860        | 311         |
| 130130 | 16011300 | Naundorf               | 595        | 600        | 1.088       |
| 130131 | 16011310 | Nobitz                 | 2.265      | 2.239      | 1.403       |
| 130136 | 16011360 | Prößdorf               | 370        | 366        | 286         |
| 130137 | 16011370 | Rositz                 | 3.898      | 3.877      | 1.266       |
| 130138 | 16011380 | Starkenberg            | 1.383      | 1.387      | 805         |
| 130139 | 16011390 | Tegkwitz               | 350        | 346        | 473         |
| 130140 | 16011400 | Treben                 | 1.191      | 1.179      | 648         |
| 130142 | 16011420 | Wilchwitz              | 586        | 578        | 535         |
| 130143 | 16011430 | Windischleuba          | 1.817      | 1.815      | 2.138       |
| 130144 | 16011440 | Wintersdorf            | 2.566      | 2.556      | 1.491       |
| 130145 | 16011450 | Jückelberg             | 362        | 359        | 796         |
| 130147 | 16011470 | Zetzscha               | 516        | 519        | 473         |
| 130148 | 16011480 | Ziegelheim             | 1.106      | 1.107      | 1.733       |
| 130100 | 16011000 | Landkreis Altenburg    | 98.632     | 97.847     | 34.510      |

## Interessantes
Aufgrund der andauernden Wohnungsnotsituation seit Kriegsende wurde nach der Verordnung des Eigenheimbaues 1971 das erste Eigenheim des Kreises 1973 in Altenburg fertiggestellt. Bereits 1980 wurde das 500. ebenfalls in Altenburg vollendet.
Aufgrund der Unruhen im Herbst 1989 beschloss der Rat des Kreises am 11. Oktober 1989 die Erhöhung der Effektivität der Fahrschulausbildung sowie die Verbesserung der Naturschutzarbeit. Es gab keine Fahrschulen im heutigen Sinne, der seit 1952 bestehende VEB Kraftverkehr beschäftigte mehrere Fahrlehrer. Es war nicht ungewöhnlich, dass man zwei Jahre warten musste, bis man die Ausbildung beginnen konnte, zumal der VEB Kraftverkehr die einzige zivile Ausbildungseinrichtung für die Kreise Altenburg und Schmölln war. So verwundert es auch nicht, wenn bei dieser Vielzahl von Menschen in Ausnahmefällen der Führerschein schon nach der ersten Fahrstunde ausgestellt wurde. Am 25. Oktober zogen dann ungefähr 2500 Menschen von der Brüderkirche in Altenburg durch die Innenstadt. Am 28. Oktober tagte der Ausschuss Städtebau und Architektur der Stadtverwaltung Altenburg aufgrund des schlechten baulichen Zustandes der Altstadt und erarbeitete ein Förderprogramm zur Sanierung.
Am 25. November 1991 erfolgte die Grundsteinlegung für das erste Gewerbegebiet des Kreises in Nobitz, das heutige Marktkauf-Center.

## Kfz-Kennzeichen
Den Kraftfahrzeugen (mit Ausnahme der Motorräder) und Anhängern wurden von etwa 1974 bis Ende 1990 dreibuchstabige Unterscheidungszeichen, die mit den Buchstabenpaaren SA und SB begannen, zugewiesen. Die letzte für Motorräder genutzte Kennzeichenserie war SU 80-01 bis SU 99-99.
Anfang 1991 erhielt der Landkreis das Unterscheidungszeichen ABG.